# Alpes das Grandes Rousses e Agulha de Arves
Os Alpes das Grandes Rousses e Agulha de Arves  (em francês:   Alpi delle Grandes Rousses e delle Aiguilles d'Arves) é um maciço que faz parte dos Alpes Ocidentais na sua secção da Alpes do Delfinado e se encontra  no departamento francês de Saboia, Isère e dos Altos Alpes. O ponto mais alto é a Agulha de Arves com 3.514 m.
Os Alpes das Grandes Rousses e Agulha de Arves, com a Cordilheira de Belledonne, o Maciço des Écrins, o Maciço do Taillefer, o Maciço do Champsaur, o Maciço de Embrunais, e o Montes orientais de Gap formam os Alpes do Delfinado.
Este conjunto está limitado pelo Colo do Galibier, o Rio Romanche, o Colo do Glandon, e o Rio Arc.

## SOIUSA
A Subdivisão Orográfica Internacional Unificada do Sistema Alpino (SOIUSA) criada em 2005, dividiu os Alpes em duas grandes partes:Alpes Ocidentais e Alpes Orientais, separados pela linha formada pelo  Rio Reno - Passo de Spluga - Lago de Como - Lago de Lecco.

### Classificação  SOIUSA
Segundo a SOIUSA este acidente orográfico chama-se  Alpes das Grandes Rousses e Agulha de Arves e é uma Sub-secção alpina  com a seguinte classificação:
- Parte = Alpes Ocidentais
- Grande sector alpino = Alpes Ocidentais-Sul
- Secção alpina = Alpes do Delfinado
- Sub-secção alpina = Alpes das Grandes Rousses e Agulha de Arves
- Código = I/A-5.I